# Coleophora auricigrandella
Coleophora auricigrandella é uma espécie de mariposa do gênero Coleophora pertencente à família Coleophoridae.